# Divoký typ
Divoký typ je termín vzniklý překladem anglického spojení wild type, běžně zkracovaný jako wt. Označuje fenotyp (a leckdy i genotyp) druhu nacházející se v přírodě. Jde o pojem z genetiky, zvláště genetiky modelových organismů, kde mutantní alela vzniká mutací z alely divokého typu (z mutantní alely).
Opakem divokého typu je mutant.
Na příklad většina pěstovaných brambor má žlutohnědou slupku hlíz. Pokud mutací vznikne jedinec s červenou slupkou hlíz, bude označován za mutanta, kdežto žlutohnědé hlízy budou označovány jako divoký typ.
Je jasné, že většina genů, ne-li všechny, existuje v přírodě ve více variantách, alelách. Jako divoký typ můžeme označovat vždy tu nejčastější alelu. Používání pojmu divoký typ má však větší smysl u modelových organismů, kde je obvykle udržována uniformní linie.